# Matilda Horn
Matilda Alice Horn (Londres, 16 de agosto de 1992) es una deportista británica que compite en remo como timonel.
Ganó dos medallas de plata en el Campeonato Europeo de Remo, en los años 2018 y 2019. Participó en los Juegos Olímpicos de Tokio 2020, ocupando el séptimo lugar en la prueba de ocho con timonel.

## Palmarés internacional
| Campeonato Europeo | Campeonato Europeo    | Campeonato Europeo | Campeonato Europeo |
| Año                | Lugar                 | Medalla            | Prueba             |
| ------------------ | --------------------- | ------------------ | ------------------ |
| 2018               | Glasgow (Reino Unido) | Medalla de plata   | Ocho con timonel   |
| 2019               | Lucerna (Suiza)       | Medalla de plata   | Ocho con timonel   |